# Sulfid olovnatý
Sulfid olovnatý (chemický vzorec PbS) je hnědočerná práškovitá látka, nerozpustná ve vodě, rozpustná pouze v roztocích silných koncentrovaných kyselin. V přírodě se vyskytuje v podobě minerálu galenitu, který patří k významným rudám olova.

## Reakce a využití
Pražením lze sulfid olovnatý převést na oxid olovnatý PbO a oxid siřičitý SO2 a následně redukcí uhlíkem (koksem) se získá olovo, čehož se právě využívá při výrobě olova z galenitu.
2 PbS + 3 O2 → 2 PbO + 2 SO2
PbO + C → Pb + CO
Sulfid olovnatý lze připravit srážením rozpustných solí olovnatých roztokem alkalického sulfidu nebo sulfanem, působením sulfanu na olovo nebo přímo slučováním olova se sírou za vyšší teploty.
Pb2+ + Na2S → PbS + 2 Na+ nebo Pb2+ + H2S → PbS + 2 H+
Pb + H2S → PbS + H2
Pb + S → PbS
Velmi dlouho se využíval sulfid olovnatý jako černý pigment, ale nyní se využívá nejvíce pro své polovodičové vlastnosti. Využívá se na detekci prvků v různých infračervených detektorech.

## Toxicita
Olovnaté sloučeniny jsou pro organismy normálně vysoce toxické, ovšem sulfid olovnatý je díky extrémně nízké rozpustnosti ve vodě a poměrně vysoké netečnosti vůči kyselinám netoxická sloučenina olova. Nebezpečným se stává po reakci s koncentrovanou kyselinou dusičnou, při reakci totiž vzniká rozpustný dusičnan olovnatý Pb(NO3)2 a navíc vysoce toxický sulfan H2S.